# Derek Ezra
Derek Ezra, né le 23 février 1919 et mort le 22 décembre 2015, est un administrateur de l'industrie charbonnière britannique qui est président du National Coal Board pendant onze ans.

## Jeunesse
Ezra fréquente la Monmouth School avant d'aller au Magdalene College de Cambridge, où il obtient un diplôme de première classe en histoire ,. Il rejoint le Parti libéral en 1936 à l'Université de Cambridge, lorsqu'il rejoint le Cambridge University Liberal Club, dont il est membre du bureau . Pendant la Seconde Guerre mondiale il travaille dans le renseignement au sein du Corps expéditionnaire allié du quartier général suprême ; il reçoit le US Bronze Star Medal en 1945 .

## Carrière
Ezra entame une carrière au National Coal Board en 1945 et occupe le poste de président du National Coal Board pendant le plus long mandat de son histoire. Il est ensuite créé pair à vie siégeant en tant que libéral chez les Lords, et est porte-parole parlementaire libéral démocrate pour l'énergie de 1998 à 2005. À la suite de la mort de Denis Healey en octobre 2015, Ezra devient le membre le plus âgé de la Chambre des lords, mais prend un congé le 30 novembre et est décédé le 22 décembre 2015 .
En 1945, Ezra est nommé membre de l'Ordre de l'Empire britannique (MBE), et est fait chevalier le 24 juillet 1974. Il est créé pair à vie en tant que baron Ezra, de Horsham dans le Sussex de l'Ouest le 2 février 1983.
Ezra est admis Liveryman Honoris Causa de la Haberdashers' Company et élu membre honoraire du Magdalene College, Cambridge.
La Combustion Engineering Association décerne le prix Derek Ezra pour "réalisation exceptionnelle dans l'étude du génie de la combustion".